# سکینه سیمین رجالی
سکینه رجالی (زاده تیر ۱۳۱۳ در تهران) معروف به سیمین رجالی؛ روان‌شناس ایرانی-آمریکایی است. او نخستین استاد زن دانشگاه ملی ایران بوده است. او در دوران شاهنشاهی پهلوی مدتی به عنوان دبیرکل سازمان زنان ایران منصوب شد و مدرسه عالی شمیران را تأسیس کرد. او پس از انقلاب ۱۳۵۷ به آمریکا مهاجرت کرد و به عنوان رئیس بیمارستانی در ایالت ویرجینیا مشغول به کار شد. او همچنین به علت خدماتش به عضویت بنیاد ملی علوم آمریکا درآمد.

## خانواده و تحصیلات

در کنار دکتر علی شیخ‌الاسلام (وسط) موسس دانشگاه ملی (شهید بهشتی کنونی) و دکتر جهانشاه صالح (چپ) وزیر بهداشت وقت ایران

سیمین رجالی در یک خانواده نخبه‌سالار به دنیا آمد. پدر و مادر او هر دو از سوی محمدرضا شاه پهلوی القاب رسمی دریافت کرده بودند و پدر بزرگش حاج میرزا محمدتقی دبیرالدوله، یکی از اعضای دارالشورا (هیئت وزیران) ناصرالدین‌شاه قاجار بود. رجالی سال‌های خردسالی را در کودکستان برسابه گذراند که موسس آن برسابه هوسپیان، کارآفرین و مدرسه ساز ایرانی-ارمنی تبار و یکی از پیشگامان آموزش پیش دبستانی در ایران بود.

در کنار فرح پهلوی (راست)

او پس از دریافت مدرک دکترای روانشناسی از دانشگاه هایدلبرگ آلمان به ایران بازگشت و در این دانشگاه تازه تأسیس به دعوت دکتر علی شیخ‌الاسلام موسس دانشگاه ملی ایران (دانشگاه شهید بهشتی کنونی) به تدریس روانشناسی مشغول شد. به این ترتیب، وی نخستین استاد زن دانشگاه ملی ایران شد.

## فعالیت‌ها و مناصب

### ریاست سازمان زنان ایران
سیمین رجالی، به دعوت اشرف پهلوی در سال ۱۳۴۸ به عنوان دبیرکل سازمان زنان ایران منصوب شد و در آنجا تلاش کرد نخستین مراکز رفاه خانواده را با الگوبرداری از طرحی که سازمان ملل متحد مشوق آن بود در تمام ایران راه‌اندازی کند. مراکزی که تلاش می‌کردند با آموزش سواد و حرفه به زنان، آنها را توانمند کنند. به گفته او در این دوره ۱۵۰ مرکز رفاه در نقاط مختلف ایران دایر شد.

### تاسیس مدرسه عالی شمیران

در دیدار محمدرضا شاه پهلوی

وی در همان دورانی که دبیرکل سازمان زنان ایران بود به کمبود متخصص در زمینه آموزش پیش دبستانی، مشاوره و رفاه خانواده پی برده و همین او را تشویق کرد که بعد از اتمام دوره دو ساله مسئولیت خود مقدمات تأسیس مدرسه عالی شمیران را فراهم کند. سرانجام با استفاده از کمک‌های مالی و ارثیه خانوادگی‌اش و کسب مجوز از وزارت علوم، در سال ۱۳۵۲ مدرسه عالی شمیران را برای تربیت متخصص در سه رشته آموزش پیش دبستانی، مشاوره و رفاه خانواده تأسیس کرد. مدرسه عالی شمیران پس از راه اندازی خیلی زود برای اختصاص بورسیه و معاوضه استاد و دانشجو با دانشگاه‌هایی چون برکلی و سیراکیوز وارد مذاکره شده و تفاهم نامه‌های دوجانبه امضاء کرد. فارغ التحصیلان دوره‌های نخست این مرکز، از پیشگامان برنامه‌ریزی علمی برای آموزش پیش دبستانی شدند.

## پس از انقلاب
سیمین رجالی بعد از انقلاب ۱۳۵۷ ایران از سمت خود استعفا داد و همزمان با باز شدن فرودگاه مهرآباد برای زنان، از ایران خارج شد و چندی بعد با استفاده از امتیاز اعطای کارت سبز به نخبگان، مقیم آمریکا شد. مدرسه عالی شمیران نیز به عنوان یکی از دانشکده‌های علوم انسانی زیرمجموعه دانشگاه علامه طباطبایی در آمد. وی در آمریکا به عنوان رئیس بیمارستان و مرکز نگهداری افراد کم‌توان‌ذهنی شهر لینچبرگ، ویرجینیا مشغول به کار شد و به علت خدمات و تحولاتی که در این مرکز به وجود آورد به عضویت بنیاد ملی علوم آمریکا درآمد.

## کتاب زندگی
کتاب خودزندگی‌نامه او که نوشتن آن ۱۵ سال به طول کشیده، در سال ۲۰۱۴ پیش به زبان انگلیسی منتشر شد. کتابی به نام "سمفونی زندگی" که سال گذشته به فارسی نبز ترجمه شده‌است. قرار است عواید فروش این کتاب به یک بورسیه تحصیلی دانشگاهی اختصاص پیدا کند.